# Schrecksbach
Schrecksbach è un comune tedesco di 2 981 abitanti situato nel land dell'Assia.